# Grande Rivière du Nord
 (juillet 2014).
Si vous disposez d'ouvrages ou d'articles de référence ou si vous connaissez des sites web de qualité traitant du thème abordé ici, merci de compléter l'article en donnant les références utiles à sa vérifiabilité et en les liant à la section « Notes et références ».
La Grande Rivière du Nord est un cours d'eau qui coule dans le département Nord à Haïti, et un petit fleuve côtier qui a son embouchure dans l'Océan Atlantique.

## Géographie
Ce fleuve prend sa source dans le Massif du Nord dans la chaîne de la Grande Rivière du Nord.
Ce cours d'eau traverse la commune de la Grande-Rivière-du-Nord.

## Hydrologie
Le bassin versant de la Grande Rivière du Nord est de 640 km2, le débit moyen ou module de 5,4 m3/s, et le coefficient d'écoulement de 20,5 %.